# Steve Wilson

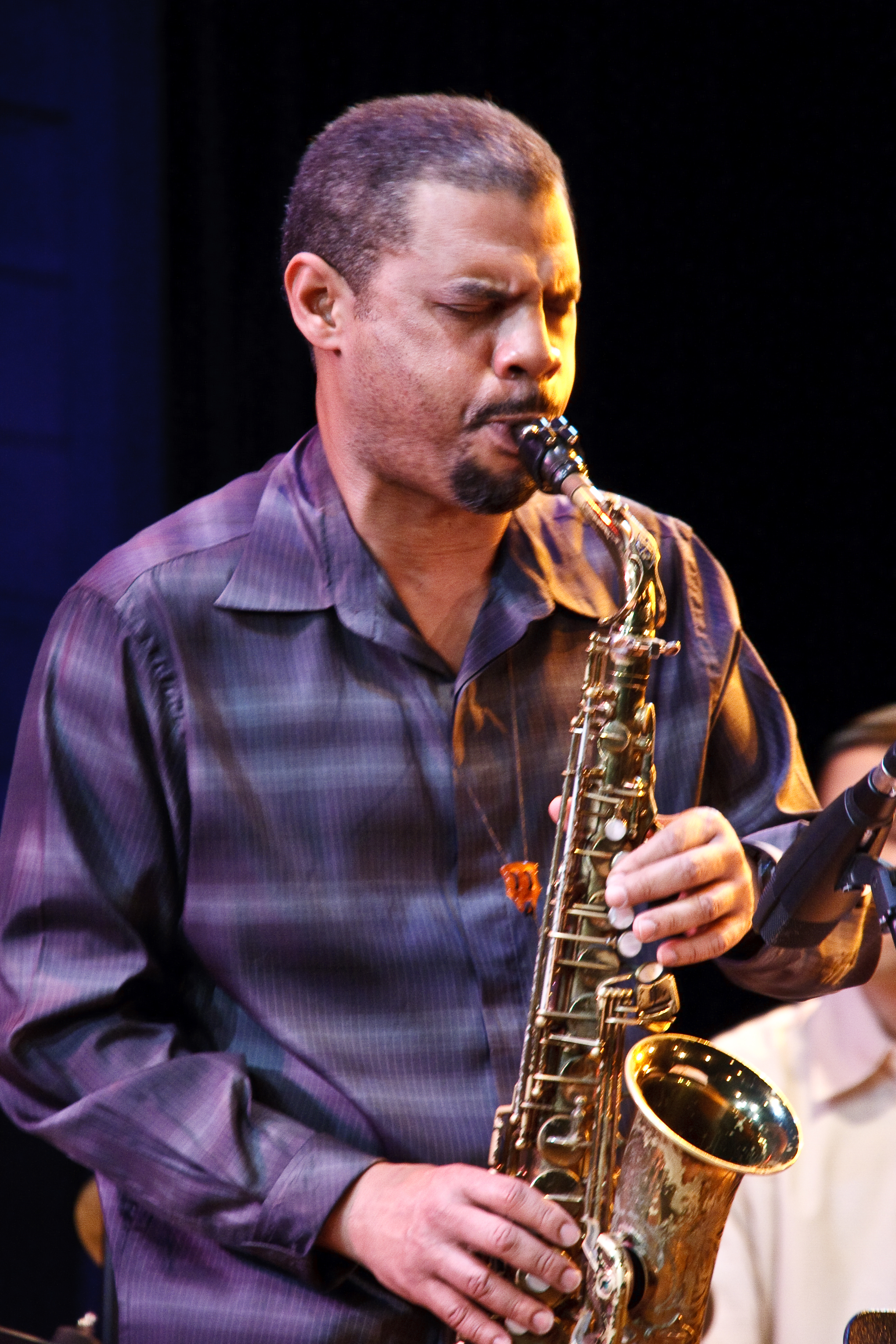
Steve Wilson

Steve Wilson (* 10. Februar 1961 in Hampton, Virginia) ist ein amerikanischer Jazz-Saxophonist (Alt- und Sopransaxophon), Klarinettist  und Flötist.

## Leben und Wirken
Steve Wilson spielte als Teenager in verschiedenen Rhythm and Blues und Funkbands.
Später studierte er an der Virginia Commonwealth University in Richmond; 1987 zog er nach New York, wo er sich in der Jazzszene als Begleitmusiker bei zahlreichen Plattenaufnahmen etablierte, wie bei Billy Drummond, in Louie Bellsons Bigband 1993, Mike LeDonne, Jonny King (The Meltdown, 1997), Didier Lockwood, Michele Rosewoman, Terell Stafford und Ralph Peterson.
Außerdem spielte er in der Formation Out of the Blue, im American Jazz Orchestra, der Mingus Big Band, der Joe Henderson Bigband (Shade of Jade) und dem Smithsonian Jazz Orchestra.
Im Jahr 1988 tourte er mit Lionel Hampton durch Europa. Im selben Jahr wurde er Mitglied des Dave Holland Quintetts und wirkte an dessen ECM-Album Point of View mit. 1997 war er auch an der Aufnahme des Albums A Cloud of Red Dust des Vibraphonisten Stefon Harris beteiligt.
Von 1998 bis 2001 spielte er in Chick Coreas Sextett, 1998 trat er mit ihm im New Yorker Blue Note auf. 1997 bildete er
das Steve Wilson Quartet, dem der Pianist Bruce Barth, der Bassist Ed Howard und der Schlagzeuger
Adam Cruz angehörte. Die Gruppe spielte eine Dekade zusammen und nahm zwei Alben auf.
Außerdem nahm er mit Gastmusikern wie Nicholas Payton, Ray Drummond, Mulgrew Miller, James Genus, Lewis Nash, Dennis Irwin eine Reihe von Alben für das Criss Cross-Label auf. 1999 wirkte bei letzten Aufnahmen des Gitarristen Charlie Byrd vor dessen Tod mit, 2000 bei dem Album Communication Theory des Pianisten David Berkman.
Im selben Jahr begleitete er die Sängerin Karrin Allyson auf ihrem Album Ballads – Remembering John Coltrane. 2011 wirkte er bei Ryan Truesdells Centennial – Newly Discovered Works of Gil Evans mit, 2018 bei Miho Hazamas Grammy-nominierter Produktion Dancer in Nowhere. Zu hören ist er u. a. auch auf Buster Williams’ Audacity (2018).
Wilson unterrichtete an der Manhattan School of Music, der State University of New York und der Columbia University. Außerdem war er Artist-in-residence  an der  University of North Carolina, dem Hamilton College, der Old Dominion University und dem CITYFOLK arts program in Dayton (Ohio).

## Auszeichnungen
Wilson wurde 2001 mit dem Marc Crawford Jazz Educator Award der New York University geehrt; 2003 erhielt er den Virginia Jazz Award als Musiker des Jahres, verliehen von der Richmond Jazz Society.

## Diskographische Hinweise
- New York Summit (Criss Cross, 1991) mit Tom Williams, Mulgrew Miller, James Genus
- Step Lively (Criss Cross, 1993) mit Cyrus Chestnut, Freddie Bryant, Dennis Irwin
- Generations (Stretch, 1998) mit Mulgrew Miller, Ray Drummond
- Passages (Stretch, 1999) mit Nicholas Payton, Bruce Barth, Ed Howard, Adam Cruz